# Rozhodčí smlouva
Rozhodčí smlouva je zvláštní dohoda, která umožní vést rozhodčí řízení, založí tedy pravomoc ad hoc rozhodců či stálého rozhodčího soudu rozhodnout majetkové spory vzniklé z tzv. smlouvy hlavní, a to namísto jinak příslušných obecných soudů. Může být učiněna do budoucna ve formě tzv. rozhodčí doložky, nebo pro již existující spor ve formě tzv. smlouvy o rozhodci. Dále může být obsažena přímo ve smlouvě hlavní, případně v závazných vedlejších obchodních podmínkách (pokud nejde o spotřebitelský spor), vždy však musí být vždy sjednána písemně, jinak je neplatná.
Např. rozhodčí doložka může vypadat třeba takto: Všechny spory, které z této smlouvy v budoucnu vzniknou, rozhodne Bc. Josef Vyskočil, Papírová 22, Liberec. Rozhodčí řízení se bude konat bez nařízení ústního jednání a rozhodčí nález nebude muset obsahovat odůvodnění.

## Druhy rozhodčích smluv
Existují dva typy rozhodčí smlouvy:
- Smlouva o rozhodci – týká se jednotlivého již vzniklého sporu.
- Rozhodčí doložka – týká se všech sporů, které v budoucnu mohou vzniknout z určitého právního vztahu nebo z vymezeného okruhu právních vztahů, založených smlouvou hlavní.

## Obsah rozhodčí smlouvy obecně
Kromě obecné dohody, že všechny či jen některé spory, které v budoucnu mohou z hlavní smlouvy vzniknout, budou řešeny mimosoudně v rozhodčím řízení, je možné do rozhodčí smlouvy zahrnout i ujednání o určení rozhodčího soudu nebo rozhodců, průběhu samotného řízení či o náležitostech a možnostech přezkumu rozhodčího nálezu.

### Určení rozhodců
V případě, že mají spor rozhodnout ad hoc rozhodci, nemusí být v rozhodčí smlouvě přesně uvedeno, kteří to mají být, postačí způsob jejich určení. Tento způsob ale musí být jednoznačný a nelze např. jen odkázat na rozhodčí řád, který by byl vydán někým jiným, než je stálý rozhodčí soud zřízený na základě zákona. V takovém případě by byla rozhodčí smlouva neplatná. Počet rozhodců musí ovšem být vždy lichý, přičemž spor může rozhodnout i jen jeden rozhodce. Jestliže zcela absentuje ustanovení o počtu a způsobu určení rozhodců, jmenuje každá ze stran jednoho rozhodce a tito rozhodci volí předsedajícího rozhodce. V případě nečinnosti vyzvané strany ke jmenování rozhodce může její projev vůle nahradit obecný soud.

### Průběh rozhodčího řízení
Rozhodčí řízení se koná vždy na místě, které bude v rozhodčí smlouvě dohodnuto. Strany se dále mohou dohodnout na postupu, kterým mají rozhodci vést řízení, jinak mohou být otázky řízení rozhodnuty předsedajícím rozhodcem, pokud k tomu byl zmocněn stranami nebo všemi rozhodci. Není-li dohody, postupují rozhodci v řízení způsobem, který považují za vhodný. Nicméně mají vést rozhodčí řízení tak, aby bez zbytečných formalit a při poskytnutí stejné příležitosti k uplatnění práv všem stranám byl zjištěn skutkový stav věci potřebný pro rozhodnutí sporu. Nedohodnou-li se strany jinak, je řízení před rozhodci ústní. V případě jednodušších sporů je ale zejména pro žalující stranu výhodné ústní jednání v rozhodčí smlouvě výslovně vyloučit, neboť se tím samotné rozhodčí řízení urychlí, protože rozhodce rozhodne jen na základě listinných důkazů, např. smlouvy a přiložených faktur či uznání dluhu.
Rozhodci se řídí právním řádem země, ve které rozhodují, ledaže je ve smlouvě dohodnut jiný právní řád. Stejně tak mohou spor rozhodnout podle tzv. zásad spravedlnosti, avšak jen tehdy, jestliže je k tomu strany výslovně pověřily. Jestliže k tomu dojde, může rozhodce rozhodnout spor i proti výslovným ustanovením rozhodného práva, pokud dojde k závěru, že by to bylo v rozporu s principem spravedlnosti.

### Rozhodčí nález
Rozhodčí nález musí obsahovat odůvodnění, ledaže se strany v rozhodčí smlouvě dohodnou, že odůvodnění není potřeba. V takovém případě ale rozhodčí nález bude obsahovat jen záhlaví, výrok ukládající povinnost, poučení o opravném prostředku a možnosti výkonu rozhodnutí, datum a podpis předsedajícího rozhodce.
Strany se také mohou dohodnout, že rozhodčí nález může být k žádosti některé z nich přezkoumán jinými rozhodci. Toto fakultativní přezkumné řízení je ovšem standardním rozhodčím řízením.

## Zákaz rozhodčích doložek ve spotřebitelských sporech
Od 1. dubna 2012 platila v zájmu ochrany spotřebitelů pro sjednávání rozhodčích smluv poněkud přísnější pravidla. Musí být sjednána samostatně a nikoliv jako součást podmínek, jimiž se řídí smlouva hlavní; jinak je neplatná. Podnikatel navíc musí u rozhodčí doložky spotřebiteli dostatečně vysvětlit všechny následky jejího sjednání a zákon také nově stanovil, že ta musí obsahovat pravdivé, přesné a úplné údaje o rozhodci či rozhodčím soudu, odměně a pravděpodobných nákladech případného rozhodčího řízení, zahájení, formě vedení a místu konání tohoto řízení a o doručování a vykonatelnosti rozhodčího nálezu.
Od 1. prosince 2016 (novela zák. č. 258/2016 Sb.) je zakázáno sjednávat rozhodčí doložky ve spotřebitelských smlouvách. Výjimkou je smlouva o rozhodci, tedy dohoda mezi stranami až v okamžiku, kdy je konkrétní spor zahájen. Dříve sjednané rozhodčí doložky jsou však platné.